# IOR
IOR (англ. Interoperable object reference  ссылка на интероперабельный объект) — в распределенном программном обеспечении ссылка на объект технологий CORBA или RMI-IIOP, содержащая в себе полный набор информации, необходимой, чтобы обеспечить доступ к объекту и использовать его.
Представляет собой строковую структуру, в которой содержится различного рода информация. Чаще всего это IP-адрес и порты интерфейса, на котором прослушивается сервер, название и идентификатор класса и, возможно, методов объекта, которые в данный момент будут обработаны. Передача IOR происходит после установления связи между двумя частями распределенного приложения для инициализации передачи исполняемого кода и данных объекта.
В реализациях, которые  используют распределённые объекты, каждый инстанс объекта может снабжаетьс собственным IOR.

## IOR в CORBA
Представляет собой поток октетов, кодированный в соответствии с общим представлением данных, в котором содержится зависимая от транспорта информация об адресуемом объекте. Структура IOR имеет следующий вид:
```
struct
 
IOR
 
{

    
string
                   
type_id;

    
sequence
 
<
TaggedProfile
>
 
profiles
;
};

```

Здесь type_id — идентификатор, используемый для публикации ссылки, а profiles — последовательность прикреплённых к ссылке профилей:
```
typedef
 
unsigned
 
long
  
ProfileId;

const
 
ProfileId
 
TAG_INTERNET_IOP
 
=
 
0
;
const
 
ProfileId
 
TAG_MULTIPLE_COMPONENTS
 
=
 
1
;
const
 
ProfileId
 
TAG_SCCP_IOP
 
=
 
2
;

struct
 
TaggedProfile
 
{

    
ProfileId
          
tag;

    
sequence
 
<
octet
>
   
profile_data;
};

```

Здесь profile_data содержит инкапсулированный профиль. Не существует единого формата профиля IOR. Профили включают, по крайней мере, три элемента:
1. Номер версии спецификации поддерживаемого сервером транспортного протокола.
2. Адрес конечной точки для используемого транспортного протокола.
3. Объектный ключ (object_key), используемый агентом в конкретном адресе конечной точки для идентификации объекта.